# 스리랑카표범
스리랑카표범은 실론섬에 분포한다. 자바표범과 마찬가지로 호랑이나 사자와 경쟁하지 않는 섬지역의 표범이다.

## 같이 보기
- 표범
- 잔지바르표범